# 粉雄救兵 (2018年)
《粉雄救兵》（英語：Queer Eye）是美国流媒体平台网飞的一档真人秀节目，于2018年2月7日首播。该节目是美国精彩电视台同名真人秀的重启，由全新的闪耀五人组（Fab 5）主持。全新的闪耀五人组包括：美酒与佳肴专家安东尼·波罗夫斯基、时尚专家谭·法兰斯、文化专家卡拉莫·布朗、室内设计专家鲍比·伯克和发型专家乔纳森·凡·奈斯。第五季於2020年6月5日首映，並已續訂第六季。

## 剧集列表
| 季數               | 集数       | 集数       | 上線日期      | 上線日期      |
| ------------------ | ---------- | ---------- | ------------- | ------------- |
| 1                  | 8          | 8          | 2018年2月7日  | 2018年2月7日  |
| 2                  | 8          | 8          | 2018年6月15日 | 2018年6月15日 |
| 2018年特辑         | 2018年特辑 | 2018年特辑 | 2018年6月21日 | 2018年6月21日 |
| 3                  | 8          | 8          | 2019年3月15日 | 2019年3月15日 |
| 4                  | 8          | 8          | 2019年7月19日 | 2019年7月19日 |
| 日本特辑（2019年） | 4          | 4          | 2019年11月1日 | 2019年11月1日 |
| 5                  | 10         | 10         | 2020年6月5日  | 2020年6月5日  |

### 日本特辑（2019年）
《粉雄救兵：我们在日本！》：闪耀五人组在日本探索丰富文化和美食，并将自我呵护和心存怜悯的理念传达给了日本的四名男女。

## 反响评论
在评论聚合网站烂番茄、Metacritic、豆瓣网上，《粉雄救兵》都收获了较好的评价。
第一季，《粉雄救兵》在烂番茄上的新鲜度为97%，专业剧评人给出的平均分为8.23分（满分10分）；而普通观众给出的爆米花指数为88%，平均得分为4.4分（满分5分）。 而在Metacritic上的得分为73分（满分100分）。 豆瓣网给出的评分为9.2分（满分10分）。
第二季，《粉雄救兵》在烂番茄上的新鲜度为85%，专业剧评人给出的平均分为8.36分（满分10分）；而普通观众给出的爆米花指数为83%，平均得分为4.1分（满分5分）。 而在Metacritic上的得分为79分（满分100分）。 豆瓣网给出的评分为9.4分（满分10分）。

## 奖项荣誉
| 颁奖年 | 奖项名称                     | 提名类别                           | 受奖人 | 结果 | 备注   |
| ------ | ---------------------------- | ---------------------------------- | --- | ---- | ------ |
| 2018年 | 第70届黄金时段创意艺术艾美奖 | 最佳结构化真人秀节目奖             | 大卫·柯林斯（David Collins） / 迈克尔·威廉姆斯 / 罗伯·埃里克（Rob Eric） / 詹妮弗·莱恩（Jennifer Lane） / 亚当·谢尔（Adam Sher） / 乔丹娜·霍奇曼（Jordana Hochman） / 大卫·艾伦伯格（David Eilenberg） / 大卫·乔治（David George） | 獲獎 | [ 9 ]  |
| 2018年 | 第70届黄金时段创意艺术艾美奖 | 最佳真人秀节目选角奖               | 艾莉·格兰特（Ally Grant） / 贝汉·奥古兹（Beyhan Oguz） / 格雷琴·帕拉克（Gretchen Palek） / 达尼埃尔·杰瓦斯（Danielle Gervais）                                                                   | 獲獎 | [ 9 ]  |
| 2018年 | 第70届黄金时段创意艺术艾美奖 | 最佳真人秀节目摄影奖               | 加雷特·罗斯（Garret Rose） | 提名 | [ 9 ]  |
| 2018年 | 第70届黄金时段创意艺术艾美奖 | 最佳结构化及竞赛类真人秀节目剪辑奖 | 乔·德夏诺（Joe DeShano） / 马修·米勒（Mathew D. Miller） / A·M·彼得斯（A.M. Peters） / 瑞恩·泰勒（Ryan Taylor） / 布莱恩·雷（Brian Ray） / 马克思·科扎（Maxx Cozza）                                              | 獲獎 | [ 9 ]  |
| 2018年 | 第44届人民选择奖             | 2018年年度复播节目                 | 《粉雄救兵》 | 提名 | [ 10 ] |
| 2018年 | 第44届人民选择奖             | 2018年年度真人秀节目               | 《粉雄救兵》 | 提名 | [ 10 ] |
| 2018年 | 第44届人民选择奖             | 2018年年度值得追剧的节目           | 《粉雄救兵》 | 提名 | [ 10 ] |
| 2018年 | 第44届人民选择奖             | 2018年年度真人秀电视明星           | 安东尼·波罗夫斯基 | 提名 | [ 10 ] |